# 1101 Clematis
Az 1101 Clematis (ideiglenes jelöléssel 1928 SJ) egy kisbolygó a Naprendszerben. Karl Wilhelm Reinmuth fedezte fel 1928. szeptember 22-én, Heidelbergben. Nevét az iszalag (Clematis) növénynemzetségről kapta.